# حيدر هادي
حيدر منصور هادي عويس العذاري (مواليد 27 يوليو 1970 في بغداد)، والمعروف باسم حيدر منصور هادي، هو سياسي عراقي يشغل حاليًا منصب سفير جمهورية العراق لدى الأردن، العراق وينحدر من عائلة تنتمي إلى الطبقة العاملة، درس في إحدى المدارس الاعدادية في بغداد وانتقل إلى المملكة المتحدة في عام 1991. عمل مديرًا للتصدير لشركة Canary Trading Company Limited من عام 1997 إلى عام 2000. مدير المشروع في Webstar PLC حتى عام 2003. ثم انتقل إلى الأردن ثم عاد إلى العراق.عين سفيراً في وزارة الخارجية العراقية منذ أكتوبر 2009. عين العذاري سفيراً في مينسك، روسيا البيضاء لمدة خمس سنوات ونصف قبل عودته إلى بغداد في أواخر عام 2015. وكان أول سفير عراقي يعمل في بيلاروسيا منذ تم إغلاق السفارة العراقية في عام 2003، في أعقاب الغزو الأمريكي للعراق. بعد منصبه في مينسك، عاد إلى بغداد.ليتراس الدائرة الادارية في وزارة الخارجية العراقية كما كان جزءًا من عدة وفود تذهب إلى دول مثل مصر وكوريا الجنوبية. في ديسمبر 2016 عين حيدر منصور هادي العذاري سفيرا للعراق لدى روسيا الاتحادية. وفي ديسمبر 2020 عُيّنَ سفيراً غير مقيم للعراق لدى دولة فلسطين. أصبح زميلًا متميزًا في كلية نيو وستمنستر في كولومبيا البريطانية، كندا.في مايو 2018، حصل حيدر على شهادة الدكتوراه الفخرية من جامعة ولاية أديغيا. في نوفمبر 2018، عينت جامعة أوليانوفسك الفنية الحكومية حيدرالعذاري كأستاذ فخري.
في 9 فبراير 2021، قدم أوراق اعتماده سفيرًا مفوضًا فوق العادة لجمهورية العراق لدى دولة فلسطين إلى وزير الخارجية الفلسطيني في العاصمة الأردنية عمان.

## اثارة الجدل و الاستقدام
وزارة الخارجية العراقية "تستقدم" سفير العراق في الاردن حيدر العذاري إلى بغداد بعد ضجة حول صور جمعته و زوجته مع الفنان اللبناني راغب غلامة اعتبرها ناشطون عبر الإنترنت أن الصور لا تليق بشخصية دبلوماسية.

## الحياة المهنية
شغل السيد العذاري منصب المدير المفوض لادارة الأعمال التجارية
في شركة المنصور للصناعات الورقية عام 2003 في بغداد، مستشار تطوير الأعمال في بغداد، في عام 2009 ومدير تصدير
شركة كناري التجارية في المملكة المتحدة
1997 حتى 2000.

## وصلات خارجية
- الموقع الرسمي لسفارة جمهورية العراق في روسيا

الموقع الرسمي لسفارة جمهورية العراق في روسيا - السيرة الذاتية